# Ingjaldssandur
Ingjaldssandur är en dal i republiken Island. Den ligger på södra sidan om mynningen av fjorden Önundarfjörður i regionen Västfjordarna, 230 km norr om huvudstaden Reykjavík. Dalen öppnar sig mellan fjällen Barði och Hrafnaskálarnúpur och skär sedan in i landet i sydöstlig riktning. Den förste inbyggaren i dalen var Ingjaldr Brúnason, efter vilken dalen fått sitt namn. Själva dalgången är ganska liten, men har en gång hyst flera gårdar; den största av dem var kyrkplatsen (kirkjustaður) Sæból.
Inlandsklimat råder i trakten. Årsmedeltemperaturen i trakten är −2 °C. Den varmaste månaden är juli, då medeltemperaturen är 11 °C, och den kallaste är mars, med −8 °C.